# عبد الله شبيب (لاعب كرة قدم كويتي)
عبد الله خالد شبيب ، لاعب كرة قدم كويتي ابن اللاعب السابق خالد شبيب هو يلعب مع نادي التضامن الكويتي.